# Admiral

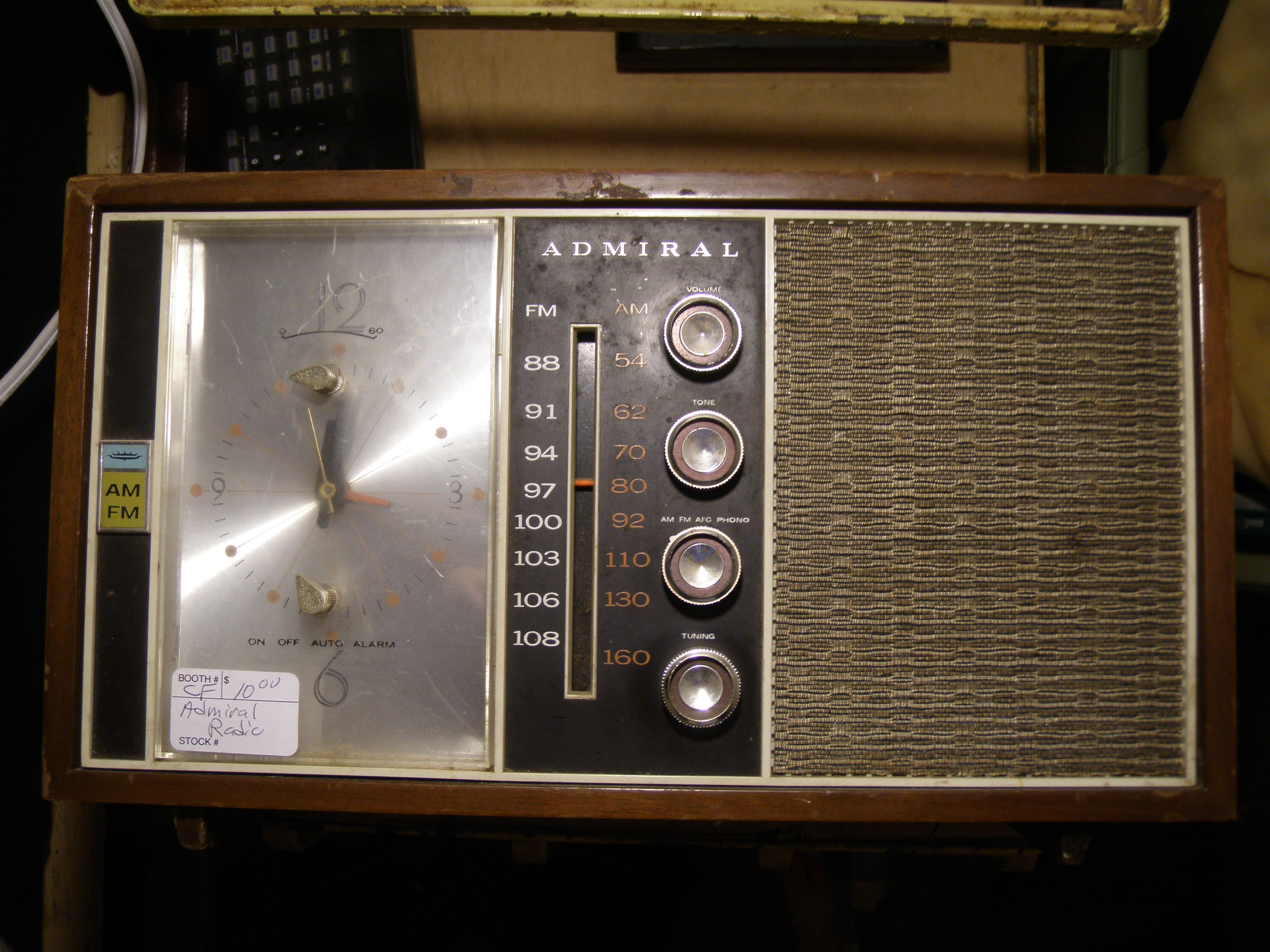
Radio-reloj de Admiral.

Admiral es una marca estadounidense de equipos eléctricos fabricados por Whirlpool Corporation. La marca es vendida en The Home Depot, fundada en 1934.
Ross Siragusa fundó Continental Radio and Television Corp. como un fabricante de artículos electrónicos (radios y fonógrafos) en Chicago en el año 1934. Esta empresa se convertiría posteriormente en Admiral Corp. Sus ventas anuales bordeaban los 2 millones de dólares. Admiral equipó al ejército estadounidense con equipos electrónicos durante la Segunda Guerra Mundial, y fue uno de los principales fabricantes de televisores durante sus inicios. En 1950 Admiral vendía una línea de siete televisores, cuatro de ellos con tubo de 12,5 pulgadas, uno de 16 pulgadas, y dos de 19 pulgadas.

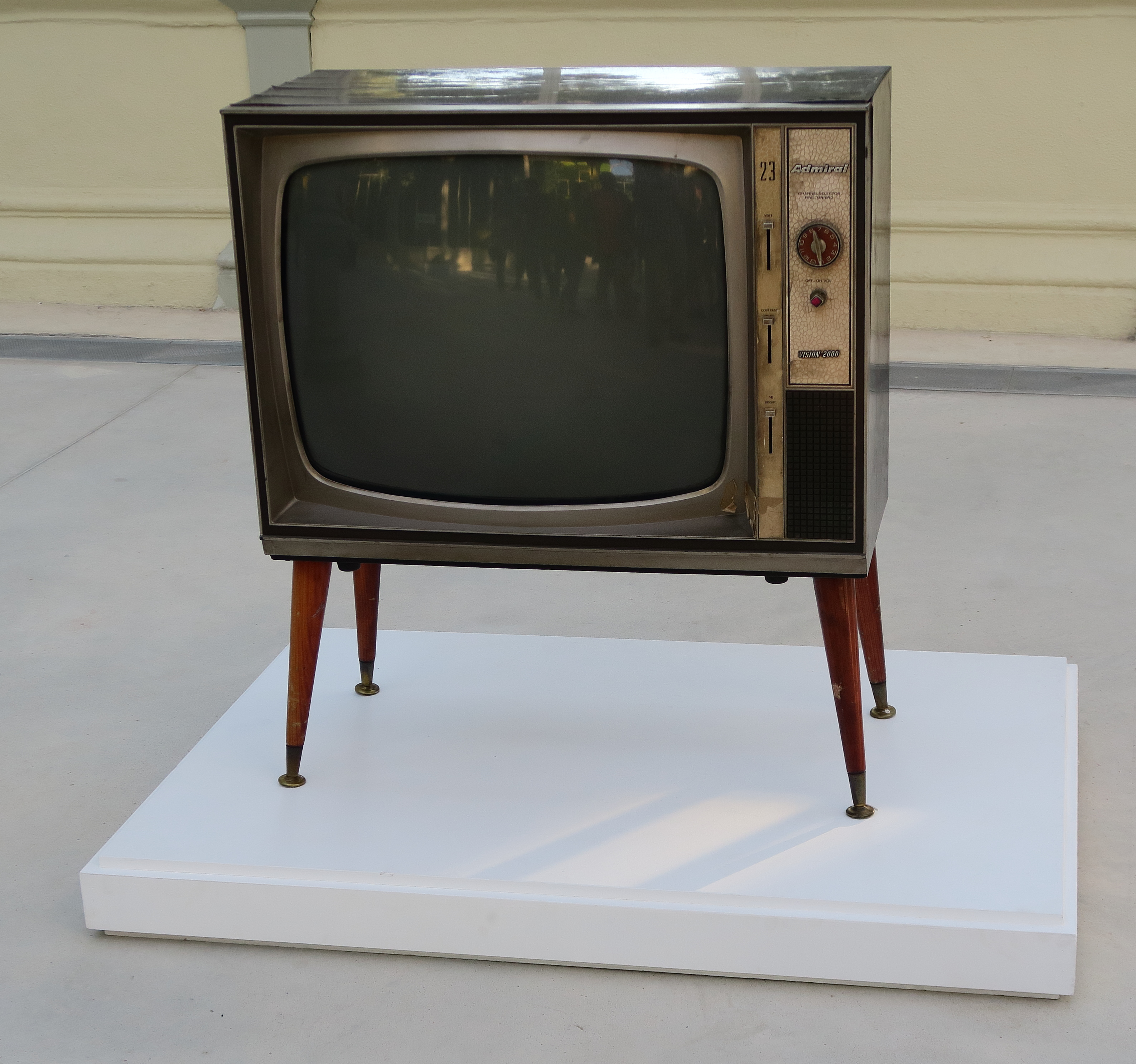
CRT, ADMIRAL Vision 2000

El éxito en las ventas de televisores le permitió a la empresa incursionar en otras áreas de producción, como por ejemplo la fabricación de refrigeradores durante los años 50. Durante la Segunda Guerra Mundial, Admiral era el patrocinador semanal del programa informativo dominical de CBS Radio Network, World News Today, y durante 1949 fue patrocinador del programa de televisión The Admiral Broadway Revue, emitido por las cadenas NBC y DuMont. Las ventas anuales alcanzaron los 300 millones de dólares y la compañía empleaba a 8.500 personas a inicios de los 60.
Las diversas divisiones de la empresa fueron vendidas a otras compañías a mediados de los años 70 debido en parte a la competencia generada por la importación de equipos electrónicos desde Japón. Rockwell International adquirió la empresa en 1973, vendiendo las operaciones de electrodomésticos a Magic Chef, la cual fue vendida a Maytag, la cual a su vez fue adquirida por Whirlpool.
En 1991, Maytag realizó un contrato con la cadena departamental Montgomery Ward para el uso exclusivo de la marca Admiral en sus equipos electrónicos. Posteriormente, Montgomery Ward se declaró en bancarrota y cerró todas sus tiendas. Después de la venta de Maytag a Whirlpool, la marca se convirtió en exclusiva de The Home Depot. Durante los años 90, la marca Admiral fue utilizada en los productos Zenith.
El negocio de la fabricación de televisores y computadoras continúa con AOC (originalmente Admiral Overseas Corporation), la cual es una marca internacional de televisores LCD y HDTV. En Argentina la única empresa distribuidora de la marca es FRÁVEGA S.A. la cual se dedica a la distribución de productos domésticos de uso hogareño.